# 法希纳尔翼龙属
法希纳尔翼龙属（学名：Faxinalipterus）是蜥形纲的一属,可能是翼龍目或者是其他鳥蹠類中非鳥頸類主龍的生物。

## 下属物种
本属包括以下物种：
- Faxinalipterus minima Bonaparte et al., 2010[2]